# داریوش بوربور
داریوش بوربور (انگلیسی: Dariush Borbor، زاده تهران، ۷ اردیبهشت ۱۳۱۳) معمار، شهرساز، طراح، مجسمه‌ساز، نقاش، ایرانشناس، پژوهشگر و نویسنده ایرانی است که از مهم‌ترین آثار او می‌توان به طراحی و ساخت بازار رضای مشهد اشاره کرد. این بازار ظرف مدت ۱۱ ماه، طرح واچرا به ساخت رسید،  زیرا قرار بر ساخت فورس ماژور آن بود.
در سال ۱۳۴۳ دفتر مهندسی خود را بنام «مهندسین مشاور بوربور» بنیان‌گذاری نمود، و از بدو شروع به کار حرفه‌ای، سبک نوین معماری وی مورد توجه صاحب نظران برجسته بین‌المللی قرار گرفت: آنتونی کرافت (Anthony Krafft) تحلیلگر معروف معماری سوئیسی از او به عنوان «یکی از پیشگامان معماری مدرن که احتمالاً در راه بوجود آوردن سبک معماری قرن بیستم ایرانی است» نام برد. همچنین میشل راگون (Michel Ragon) نویسنده فرانسوی اثرگذار در هنر و معماری (۱۳۵۲) از او به عنوان «معمار در جستجوی سبک معماری مدرن ایرانی» سخن گفت. در سال ۱۳۵۵، «مؤسسه Sphere Iran» را بمنظور تدوین طرح جامع محیط زیست منسجم کشور ایران تاُسیس نمود، و در سال ۱۳۶۱، به همت و مدیریت وی «پژوهشگاه و کتابخانه مطالعات ایرانشناسی»، بنیان‌گذاری شد.
از بوربور به عنوان شیخ السفراء، فردی پیشکسوت و تأثیرگذار در معماری مدرن قرن بیستم و  ایرانشناسی یاد شده، و همچنین وی را آغازکننده شهرسازی مدرن ایران می‌دانند، بسی او را «پدر شهرسازی نوین ایران» می‌خوانند، و فردی بنیادین در تأسیس و تحول شورای عالی شهرسازی (۱۳۴۵) به حساب می‌آورند.
داریوش بوربور برنده تعداد زیاد جوایز بین‌المللی و ملی می‌باشد، منجمله جایزه بین‌المللی مرکور طلا (Gold Mercury International Award) از ایتالیا، ۱۳۵۴؛ عطیه ویژه جهت طراحی و نظارت در ساخت مجموعه تجاری بازار رضا در مشهد، ۱۳۵۶؛ و جایزه «پنجاه آرشیتکت برجسته جهان» (Fifty Outstanding Achitects of the World) در دومین همایش و نمایشگاه بین‌المللی آثار معماران برجسته دنیا در بلگراد، ۱۳۶۷.

## تحصیلات
داریوش بوربور دوره آموزش ابتدائی خود را در ایران طی کرد و در سن سیزده سالگی (۱۳۲۶) به‌منظور ادامهٔ تحصیلات عازم انگلستان شد و پس از دریافت دیپلم عمومی از دانشگاه کمبریج انگلستان (۱۳۳۱)، موفق به اخذ لیسانس آرشیتکتور (۱۳۳۷) و فوق لیسانس شهرسازی (۱۳۳۸) از دانشگاه لیورپول گردید؛ سپس راهی سوئیس شد و دکترای خود را (۱۳۴۰) در رشته معماری نقاط گرم و خشک زیر نظر استاد بنام فرانسوی پروفسور اوژن بودوئن (Eugène Beaudouin) از دانشگاه ژنو دریافت نمود.

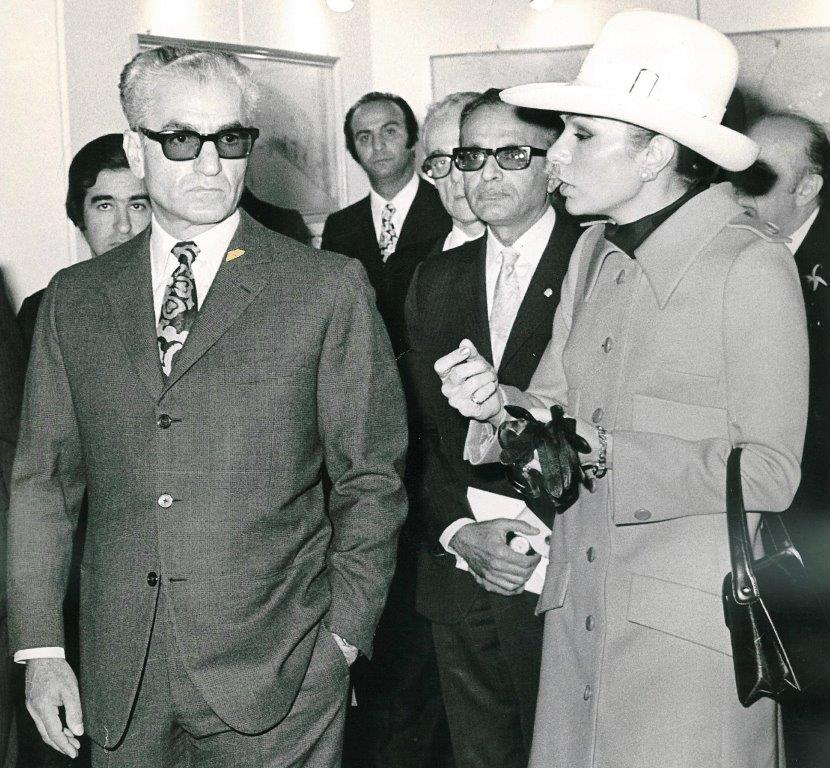
تهران، ۱۳۴۵، مراسم بازدید شاه و فرح از شورای عالی شهرسازی، با حضور هویدا (نخست‌وزیر)، بدیع (دبیرکل) ضیائی (سناتور)، ایرانپور، بوربور (مهندس مشاور معماری وشهرسازی)

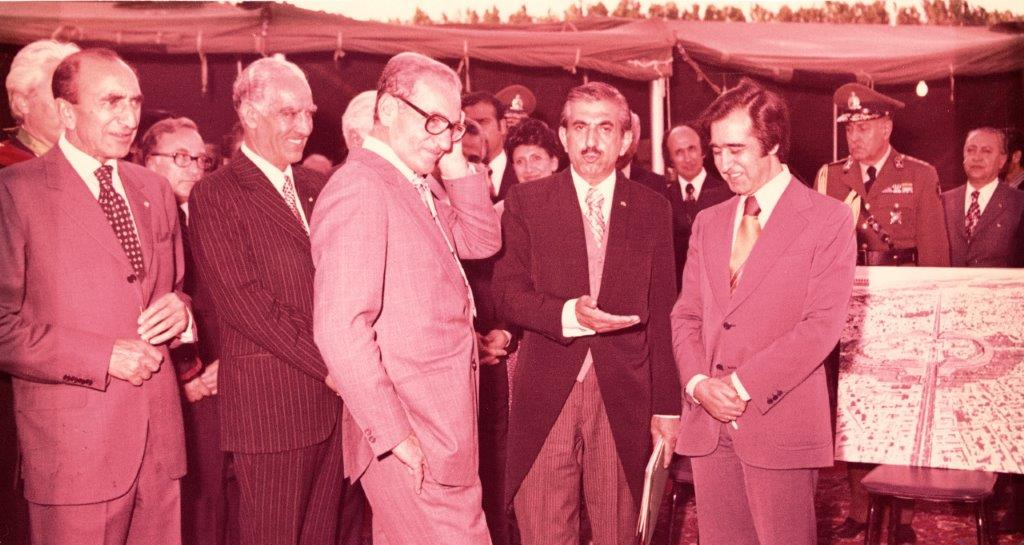
مشهد، ۱۳۵۳، ارائه طرح نوسازی اطراف حرم حضرت رضا (ع) توسط دکتر داریوش بوربور، مهندس مشاور معماری و شهرسازی آستان قدس رضوی

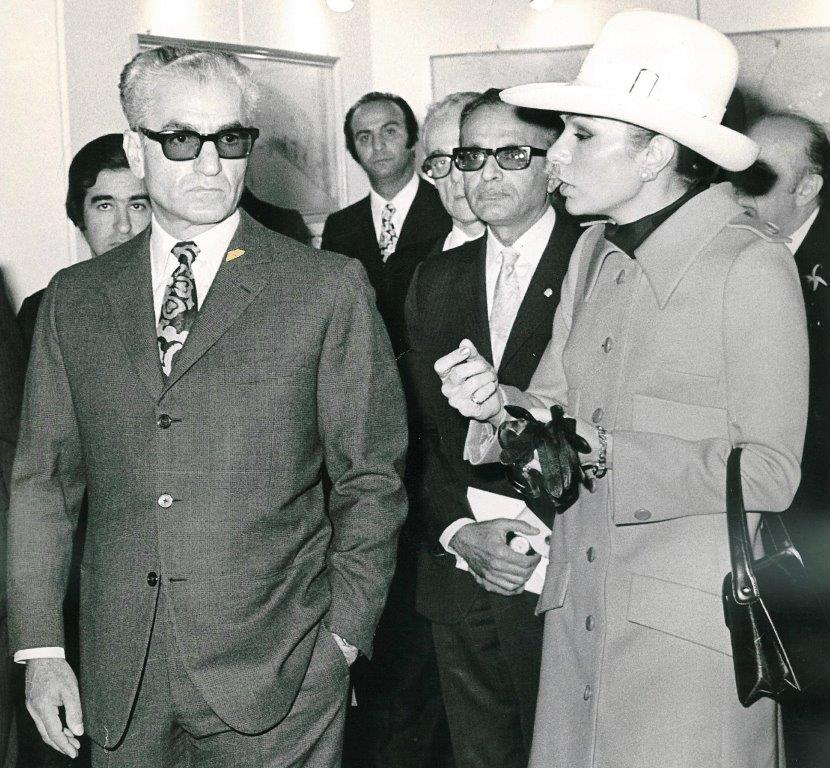
تهران، ۱۳۴۵، مراسم بازدید شاه و فرح از شورای عالی شهرسازی، با حضور هویدا (نخست‌وزیر)، بدیع (دبیرکل) ضیائی (سناتور)، ایرانپور، بوربور (مهندس مشاور معماری وشهرسازی)

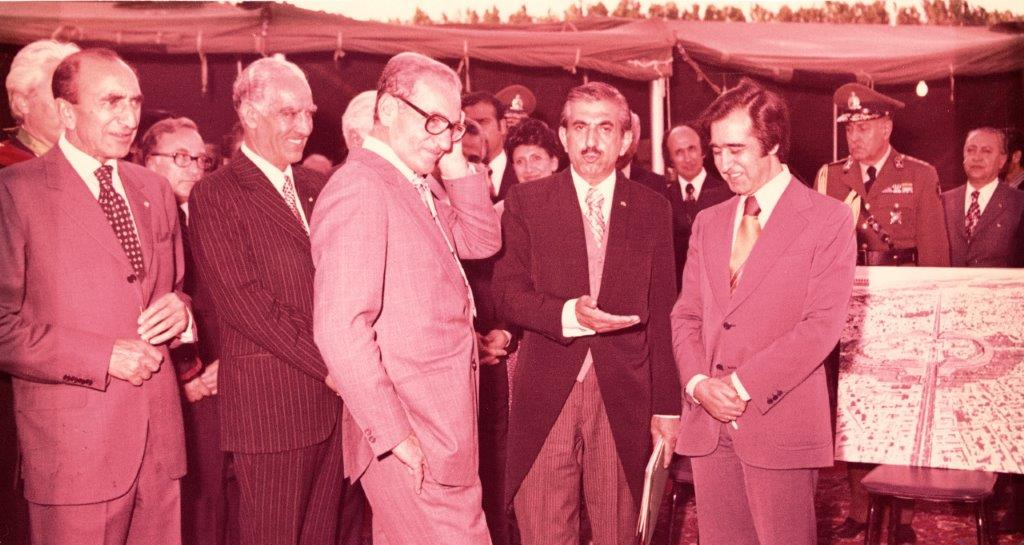
مشهد، ۱۳۵۳، ارائه طرح نوسازی اطراف حرم حضرت رضا (ع) توسط دکتر داریوش بوربور، مهندس مشاور معماری و شهرسازی آستان قدس رضوی

## فعالیتهای حرفه‌ای

### فعالیتهای حرفه‌ای ۱۳۴۰–۱۳۳۸
در دوران گذراندن دکترا، بوربور با شهرساز سوئیسی پروفسور آرنولد اوشل (Arnold Hoechel) و همچنین معمارانی چون فری و هونزیکر (Frei Hunziker, Architectes Associés) همکاری داشت، از جمله اولین بولینگ تمام اتوماتیک اروپا در مِرَن (Meyrin) و همچنین در بیروت لبنان.

### فعالیتهای حرفه‌ای ۱۳۵۷–۱۳۴۰
در سال ۱۳۴۰ بنا به دعوت شرکت ساختمانی ایران راه، که در آن زمان بزرگ‌ترین شرکت ساختمانی ایران بود، بوربور با سمت معاونت مدیر فنی به ایران بازمی‌گردد. در سال ۱۳۴۲ دفتر مهندسی خود را با نام «مهندسین مشاور بوربور» راه اندازی می‌کند. با مدیریت و پشتکار وی، شرکت در مدت زمان کوتاهی تبدیل به یک مؤسسه بزرگ مهندسی مشاور شده و رشته‌های معماری، طراحی داخلی، شهرسازی، محیط زیست، مهندسی سازه، تأسیسات، برق، برآورد و متره را در داخل تشکیلات اداری خود به وجود میاورد، و هم‌زمان به راه اندازی و تأسیس چند ین شعبه در شهرهای مختلف ایران می‌پردازد.

### فعالیتهای حرفه‌ای ۱۳۷۰–۱۳۵۷
چند ماه قبل از انقلاب ۱۳۵۷ ایران، بوربور جهت بنیان‌گذاری شرکت بین‌المللی مدیریت خدمات مهندسی، بنام Borbor International Management Consultants عازم پاریس فرانسه می‌گردد. فعالیت‌های این شرکت ارائه خدمات مشاوره مدیریت مهندسی و اطلاع‌رسانی فنی در امور ساختمانی را در بر می‌گرفت. شش سال بعد (۱۳۶۳) راهی لس آنجلس کالیفرنیا می‌شود و به کار مشاوره معماری ادامه می‌دهد، و ضمناً به پژوهش‌های ایرانشناسی می‌پردازد.

### فعالیتهای حرفه‌ای ۱۳۷۰ تا به حال
بوربور در سال ۱۳۷۰ به ایران بازمی‌گردد و «پژوهشکده و کتابخانه مطالعات ایرانشناسی» را به صورت مؤسسه خصوصی مستقل، غیر سیاسی و غیردولتی و با تأکید خاص بر تحقیقات در رشته‌های بکر و نو، بنیان‌گذاری می‌نماید. مشاور و نویسنده دائرة المعارف ایرانیکا.

## بزرگداشت نودسالگی
در روز پنج‌شنبه ۱۳ اردیبهشت ۱۴۰۳، مراسمی به مناسبت بزرگداشت نودمین سالگرد تولد داریوش بوربور در فرهنگسرای امام برگزار شد. این رویداد توسط شهباز غفوری و کانون طرح شهر؛ با حضور چهره‌های سرشناس معماری، شهرسازی و فرهنگ ایران، از جمله ابوالحسن میرعمادی، احمد سعیدنیا، وحید قبادیان، بیژن شافعی و حبیب‌الله بوربور برگزار شد. در این مراسم، شهباز غفوری از شاگردان داریوش بوربور ضمن تجلیل از خدمات حرفه‌ای و پژوهشی او، به بررسی آثار معماری، شهرسازی و تألیفات وی پرداخت. همچنین، مستندی درباره زندگی و اندیشه‌های بوربور و فیلمی از آثار معماری و شهرسازی او به نمایش درآمد. در بخش‌هایی از برنامه، فعالان صنفی حوزه معماری و شهرسازی نیز مورد تقدیر قرار گرفتند. داریوش بوربور در این مراسم، بر نقش برجسته ایران در نقش بانوان متخصص در حوزه معماری و شهرسازی تأکید کرد.استاد ابوالحسن میرعمادی، احمد سعیدنیا رییس جامعه مهندسان شهرساز، وحید قبادیان رییس کمیسون معماری استان تهران و روزبه خسروی پژوهشگر طی مراسم در خصوص سوابق داریوش بوربور سخنرانی کردند.

## جوایز و افتخارات
- ۱۳۳۷، جایزه «Architects' Journal Working Drawings» - لندن، انگلستان.[۲۸]
- ۱۳۳۸، جایزه اول، طرح ایده برای منطقه‌ای در شهر لیورپول، دانشکده شهرسازی دانشگاه لیورپول، انگلستان.[۲۹]
- ۱۳۴۴، جایزه اول، طرح پاویلیون ایران (The Persian Pavilion)، لس آنجلس، کالیفرنیا.
- ۱۳۵۴، جایزه مرکور طلا بین‌المللی (Gold Mercury International Award) رم، ایتالیا.[۳۰]
- ۱۳۵۵، جایزه اول مرکز مجموعه تجاری بازار رضا، مشهد.[۳۱]
- ۱۳۵۶، جایزه مرکز استراحتی - تفریحی شرکت ملی نفت ایران، محمودآباد، کرانه بحر خزر.
- ۱۳۵۶، جایزه اول نماد شهر مشهد.
- ۱۳۵۷، عطیه ویژه، جهت طراحی و نظارت در ساخت مجموعه تجاری بازار رضا، مشهد.[۳۲]
- ۱۳۶۷، جایزه «پنجاه آرشیتکت برجسته جهان» (Fifty Outstanding Achitects of the World) در دومین همایش و نمایشگاه بین الملی آثار معماران برجسته دنیا در بلگراد.[۳۳]
- ۱۳۹۹، نشان شوالیه هنر و ادب دولت فرانسه (Chevalier de l'Ordre des Arts et des Lettres)[۳۴]
- ۱۴۰۰، داریوش بوربور در فهرست EduRank یکصد فارغ‌التحصیل برجسته دانشگاه لیورپول انگلستان.[۳۵]
- ۱۴۰۰، داریوش بوربور در فهرست تأثیر گذارترین فارغ التحصیلان علمی دانشگاه لیورپول انگلستان.[۳۶]
- ۱۴۰۲، جایزه برترین فارغ التحصیلان دانشگاه لیورپول انگلستان سال ۲۰۲۳ (Alumni Award 2023).

## خلاصه آثار و تالیفات

### معماری
- ۱۳۴۶، مرکز ورزشی و تفریحی قصر یخ، تهران.[۳۷]
- ۱۳۵۰، نماد شهر مشهد (تخریب در سال ۱۳۸۶).[۳۸]
- ۱۳۵۵، موزه و کتابخانه آستان قدس رضوی، مشهد.[۳۹]

### طرحهای جامع شهری و منطقه‌ای
- ۱۳۴۳–۱۳۴۶، طرح جامع منطقه نوشهر-چالوس.[۴۰]
- ۱۳۴۴–۱۳۴۵، طرح جامع سراسری کرانه بحر خزر.[۴۱]
- ۱۳۴۹–۱۳۵۳، طرح جامع منطقه آبادان-خرمشهر.[۱۵]

### طرحهای شهرسازی، فضای سبز و محیط زیست
- ۱۳۴۷، طرح نوسازی اطراف حرم مطهر حضرت امام رضا (ع)، مشهد.[۴۲]
- ۱۳۴۷، طرح نوسازی شهر زلزله زده کاخک (با همکاری دفتر فنی وزارت کشور).[۴۳]
- ۱۳۵۶، مرکز تجاری بازار رضا، مشهد.
- ۱۳۵۷، پیشنهاد تدوین طرح جامع محیط زیست منسجم کشور ایران.[۴۴]

### تالیفات
- داریوش بوربور، مجلس: تهران، ایران، دانشگاه لیورپول، گوگل بوک، لیورپول، ۱۹۵۸.
- مدخل «تأثیرگذاری باغهای ایرانی بر تزئینات دوران اسلامی» (The Influence of Persian Gardens on Islamic Decoration) در Architecture Formes Fonctions، ج ۱۴، لوزان، سوئیس، ۱۹۶۸، صص ۸۴–۹۱.
- داریوش بوربور، نوسازی اطراف حرم حضرت رضا مشهدD. Bourbour [Borbor],Projet de Rénovation de Haram Hazrat-e-Reza à Meched، نشر هنر و معماری، تهران، ۱۹۷۲.
- مدخل «ایران» (Iran) در دانشنامه بین‌المللی شهرسازی، نیویورک، ۱۹۷۴، صص ۵۵۳–۵۶۷.
- مدخل «قلعه بوربور» (Burbur Castle) در دانشنامه ایرانیکا، نیویورک، ۲۰۱۳.[۴۵]
- مدخل «علی بوربور» (ʿAli Burbur) در دانشنامه ایرانیکا، نیویورک، ۲۰۱۳.[۴۶]
- مدخل «ایل بوربور» (Burbur Tribe) در دانشنامه ایرانیکا، نیویورک، ۲۰۱۴.[۴۷]
- مدخل «اسماعیل خان

## تحصیلات
داریوش بوربور دوره آموزش ابتدائی خود را در ایران طی کرد و در سن سیزده سالگی (۱۳۲۶) به‌منظور ادامهٔ تحصیلات عازم انگلستان شد و پس از دریافت دیپلم عمومی از دانشگاه کمبریج انگلستان (۱۳۳۱)، موفق به اخذ لیسانس آرشیتکتور (۱۳۳۷) و فوق لیسانس شهرسازی (۱۳۳۸) از دانشگاه لیورپول گردید؛ سپس راهی سوئیس شد و دکترای خود را (۱۳۴۰) در رشته معماری نقاط گرم و خشک زیر نظر استاد بنام فرانسوی پروفسور اوژن بودوئن (Eugène Beaudouin) از دانشگاه ژنو دریافت نمود.

## فعالیتهای حرفه‌ای

### فعالیتهای حرفه‌ای ۱۳۴۰–۱۳۳۸
در دوران گذراندن دکترا، بوربور با شهرساز سوئیسی پروفسور آرنولد اوشل (Arnold Hoechel) و همچنین معمارانی چون فری و هونزیکر (Frei Hunziker, Architectes Associés) همکاری داشت، از جمله اولین بولینگ تمام اتوماتیک اروپا در مِرَن (Meyrin) و همچنین در بیروت لبنان.

### فعالیتهای حرفه‌ای ۱۳۵۷–۱۳۴۰
در سال ۱۳۴۰ بنا به دعوت شرکت ساختمانی ایران راه، که در آن زمان بزرگ‌ترین شرکت ساختمانی ایران بود، بوربور با سمت معاونت مدیر فنی به ایران بازمی‌گردد. در سال ۱۳۴۲ دفتر مهندسی خود را با نام «مهندسین مشاور بوربور» راه اندازی می‌کند. با مدیریت و پشتکار وی، شرکت در مدت زمان کوتاهی تبدیل به یک مؤسسه بزرگ مهندسی مشاور شده و رشته‌های معماری، طراحی داخلی، شهرسازی، محیط زیست، مهندسی سازه، تأسیسات، برق، برآورد و متره را در داخل تشکیلات اداری خود به وجود میاورد، و هم‌زمان به راه اندازی و تأسیس چند ین شعبه در شهرهای مختلف ایران می‌پردازد.

### فعالیتهای حرفه‌ای ۱۳۷۰–۱۳۵۷
چند ماه قبل از انقلاب ۱۳۵۷ ایران، بوربور جهت بنیان‌گذاری شرکت بین‌المللی مدیریت خدمات مهندسی، بنام Borbor International Management Consultants عازم پاریس فرانسه می‌گردد. فعالیت‌های این شرکت ارائه خدمات مشاوره مدیریت مهندسی و اطلاع‌رسانی فنی در امور ساختمانی را در بر می‌گرفت. شش سال بعد (۱۳۶۳) راهی لس آنجلس کالیفرنیا می‌شود و به کار مشاوره معماری ادامه می‌دهد، و ضمناً به پژوهش‌های ایرانشناسی می‌پردازد.

### فعالیتهای حرفه‌ای ۱۳۷۰ تا به حال
بوربور در سال ۱۳۷۰ به ایران بازمی‌گردد و «پژوهشکده و کتابخانه مطالعات ایرانشناسی» را به صورت مؤسسه خصوصی مستقل، غیر سیاسی و غیردولتی و با تأکید خاص بر تحقیقات در رشته‌های بکر و نو، بنیان‌گذاری می‌نماید. مشاور و نویسنده دائرة المعارف ایرانیکا.

## جوایز و افتخارات
- ۱۳۳۷، جایزه «Architects' Journal Working Drawings» - لندن، انگلستان.[۵۵]
- ۱۳۳۸، جایزه اول، طرح ایده برای منطقه‌ای در شهر لیورپول، دانشکده شهرسازی دانشگاه لیورپول، انگلستان.[۵۶]
- ۱۳۴۴، جایزه اول، طرح پاویلیون ایران (The Persian Pavilion)، لس آنجلس، کالیفرنیا.
- ۱۳۵۴، جایزه مرکور طلا بین‌المللی (Gold Mercury International Award) رم، ایتالیا.[۵۷]
- ۱۳۵۵، جایزه اول مرکز مجموعه تجاری بازار رضا، مشهد.[۳۱]
- ۱۳۵۶، جایزه مرکز استراحتی - تفریحی شرکت ملی نفت ایران، محمودآباد، کرانه بحر خزر.
- ۱۳۵۶، جایزه اول نماد شهر مشهد.
- ۱۳۵۷، عطیه ویژه، جهت طراحی و نظارت در ساخت مجموعه تجاری بازار رضا، مشهد.[۵۸]
- ۱۳۶۷، جایزه «پنجاه آرشیتکت برجسته جهان» (Fifty Outstanding Achitects of the World) در دومین همایش و نمایشگاه بین الملی آثار معماران برجسته دنیا در بلگراد.[۵۹]
- ۱۳۹۹، نشان شوالیه هنر و ادب دولت فرانسه (Chevalier de l'Ordre des Arts et des Lettres)[۶۰]
- ۱۴۰۰، داریوش بوربور در فهرست EduRank یکصد فارغ‌التحصیل برجسته دانشگاه لیورپول انگلستان.[۶۱]
- ۱۴۰۰، داریوش بوربور در فهرست تأثیر گذارترین فارغ التحصیلان علمی دانشگاه لیورپول انگلستان.[۶۲]
- ۱۴۰۲، جایزه برترین فارغ التحصیلان دانشگاه لیورپول انگلستان سال ۲۰۲۳ (Alumni Award 2023).

## خلاصه آثار و تالیفات

### معماری
- ۱۳۴۶، مرکز ورزشی و تفریحی قصر یخ، تهران.[۶۳]
- ۱۳۵۰، نماد شهر مشهد (تخریب در سال ۱۳۸۶).[۶۴]
- ۱۳۵۵، موزه و کتابخانه آستان قدس رضوی، مشهد.[۶۵]

### طرحهای جامع شهری و منطقه‌ای
- ۱۳۴۳–۱۳۴۶، طرح جامع منطقه نوشهر-چالوس.[۶۶]
- ۱۳۴۴–۱۳۴۵، طرح جامع سراسری کرانه بحر خزر.[۶۷]
- ۱۳۴۹–۱۳۵۳، طرح جامع منطقه آبادان-خرمشهر.[۱۵]

### طرحهای شهرسازی، فضای سبز و محیط زیست
- ۱۳۴۷، طرح نوسازی اطراف حرم مطهر حضرت امام رضا (ع)، مشهد.[۴۲]
- ۱۳۴۷، طرح نوسازی شهر زلزله زده کاخک (با همکاری دفتر فنی وزارت کشور).[۶۸]
- ۱۳۵۶، مرکز تجاری بازار رضا، مشهد.
- ۱۳۵۷، پیشنهاد تدوین طرح جامع محیط زیست منسجم کشور ایران.[۶۹]

### تالیفات
- داریوش بوربور، مجلس: تهران، ایران، دانشگاه لیورپول، گوگل بوک، لیورپول، ۱۹۵۸.
- مدخل «تأثیرگذاری باغهای ایرانی بر تزئینات دوران اسلامی» (The Influence of Persian Gardens on Islamic Decoration) در Architecture Formes Fonctions، ج ۱۴، لوزان، سوئیس، ۱۹۶۸، صص ۸۴–۹۱.
- داریوش بوربور، نوسازی اطراف حرم حضرت رضا مشهدD. Bourbour [Borbor],Projet de Rénovation de Haram Hazrat-e-Reza à Meched، نشر هنر و معماری، تهران، ۱۹۷۲.
- مدخل «ایران» (Iran) در دانشنامه بین‌المللی شهرسازی، نیویورک، ۱۹۷۴، صص ۵۵۳–۵۶۷.
- مدخل «قلعه بوربور» (Burbur Castle) در دانشنامه ایرانیکا، نیویورک، ۲۰۱۳.[۷۰]
- مدخل «علی بوربور» (ʿAli Burbur) در دانشنامه ایرانیکا، نیویورک، ۲۰۱۳.[۷۱]
- مدخل «ایل بوربور» (Burbur Tribe) در دانشنامه ایرانیکا، نیویورک، ۲۰۱۴.[۷۲]
- مدخل «اسماعیل خان بوربور» (Esmāʿil khan Burbur) در دانشنامه ایرانیکا، نیویورک، ۲۰۱۴.[۷۳]
- مدخل «نقش شاه شاهان: تفسیری در تاریخ‌نگاری» (The Role of the King of Kings: An Interpretation in Historiography) در In Quest of Identity: Studies on the Persianate World، ورشو، لهستان، ۲۰۱۵، صص ۱۳–۳۹.[۷۴]
- داریوش بوربور، داریوش بوربور مجموعه مقالات، سخنرانی‌ها و مصاحبه‌ها ۱۳۳۳–۱۳۹۷، نشر سحاب، تهران، ۱۳۹۷.
- Dariush Borbor, Analytical Comparative Etymological Dictionary of Reduplication in the Major languages of the Middle East and Iran, Oxford, 2023.

## نگارخانه

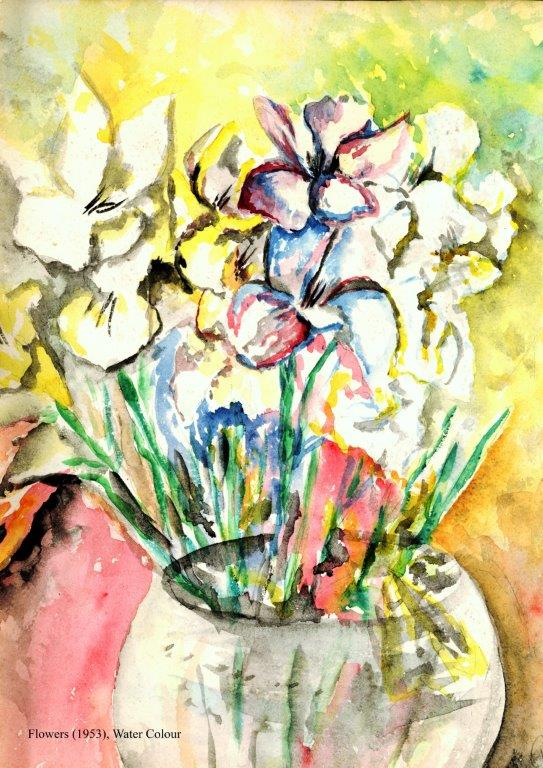
سال ۱۳۳۲، «گلها» آبرنگ روی کاغذ (۳۰ در ۲۲ سانتیمتر)،نقاشی از داریوش بوربور
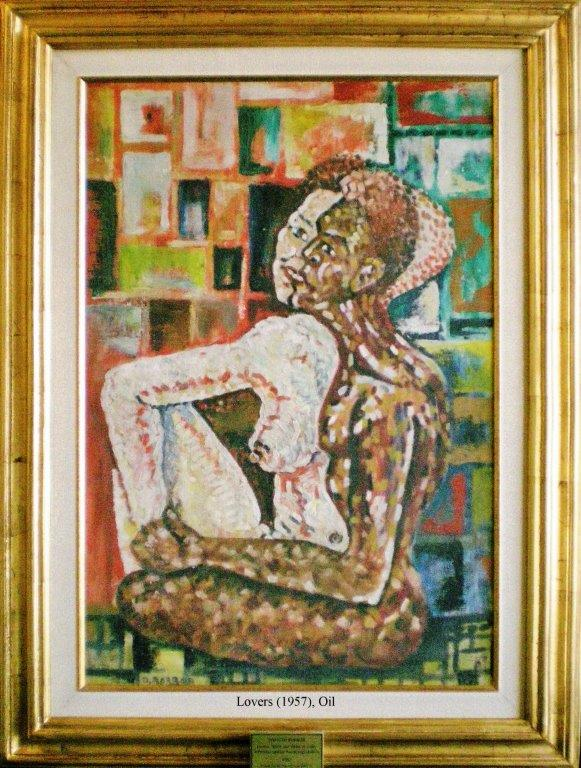
سال ۱۳۳۶، «عشاق، سیاه و سفید در یک جسم»، رنگ روغن روی بوم (۶۰ در ۴۶ سانتیمتر)، نقاشی از داریوش بوربور در اعتراض به تبعیض نژادی، اهداء شده توسط نقاش به نلسون ماندلا (۱۳۸۶)در پنجاهمین سالگرد نقاشی